# Japan Cup 2022
29. ročník jednodenního cyklistického závodu Japan Cup se konal 16. října 2022 v japonském městě Ucunomija. Vítězem se stal Američan Neilson Powless z týmu EF Education–EasyPost. Na druhém a třetím místě se umístili Ital Andrea Piccolo (EF Education–EasyPost) a Australan Benjamin Dyball (Team Ukyo). Závod byl součástí UCI ProSeries 2022 na úrovni 1.Pro.

## Týmy
Závodu se zúčastnilo 5 z 18 UCI WorldTeamů, 2 UCI ProTeamy, 8 UCI Continental týmů a japonský národní tým. Každý tým přijel s šesti závodníky kromě týmu Cofidis s pěti jezdci a Teamu Ukyo se čtyřmi jezdci, na start se tak postavilo 93 jezdců. Do cíle v Ucunomiji dojelo 41 z nich.
UCI WorldTeamy
- Cofidis
- EF Education–EasyPost
- Lotto–Soudal
- Team Bahrain Victorious
- Trek–Segafredo

UCI ProTeamy
- Euskaltel–Euskadi
- Team Novo Nordisk

UCI Continental týmy
- Aisan Racing Team
- Kinan Racing Team
- Ljubljana Gusto Santic
- Nasu Blasen
- Shimano Racing Team
- Terengganu Polygon Cycling Team
- Team Ukyo
- Utsunomiya Blitzen

Národní týmy
- Japonsko

## Výsledky
| Pořadí | Jezdec                    | Tým                     | Čas        |
| ------ | ------------------------- | ----------------------- | ---------- |
| 1      | Neilson Powless (USA)     | EF Education–EasyPost   | 3h 37' 49" |
| 2      | Andrea Piccolo (ITA)      | EF Education–EasyPost   | + 12"      |
| 3      | Benjamin Dyball (AUS)     | Team Ukyo               | + 13"      |
| 4      | Hermann Pernsteiner (AUT) | Team Bahrain Victorious | + 13"      |
| 5      | Maxim Van Gils (BEL)      | Lotto–Soudal            | + 17"      |
| 6      | Guillaume Martin (FRA)    | Cofidis                 | + 17"      |
| 7      | Giulio Ciccone (ITA)      | Trek–Segafredo          | + 32"      |
| 8      | Thomas Lebas (FRA)        | Kinan Racing Team       | + 34"      |
| 9      | Tim Wellens (BEL)         | Lotto–Soudal            | + 1' 32"   |
| 10     | Gotzon Martín (ESP)       | Euskaltel–Euskadi       | + 1' 32"   |